# Jean-Victor Constant de Rebecque

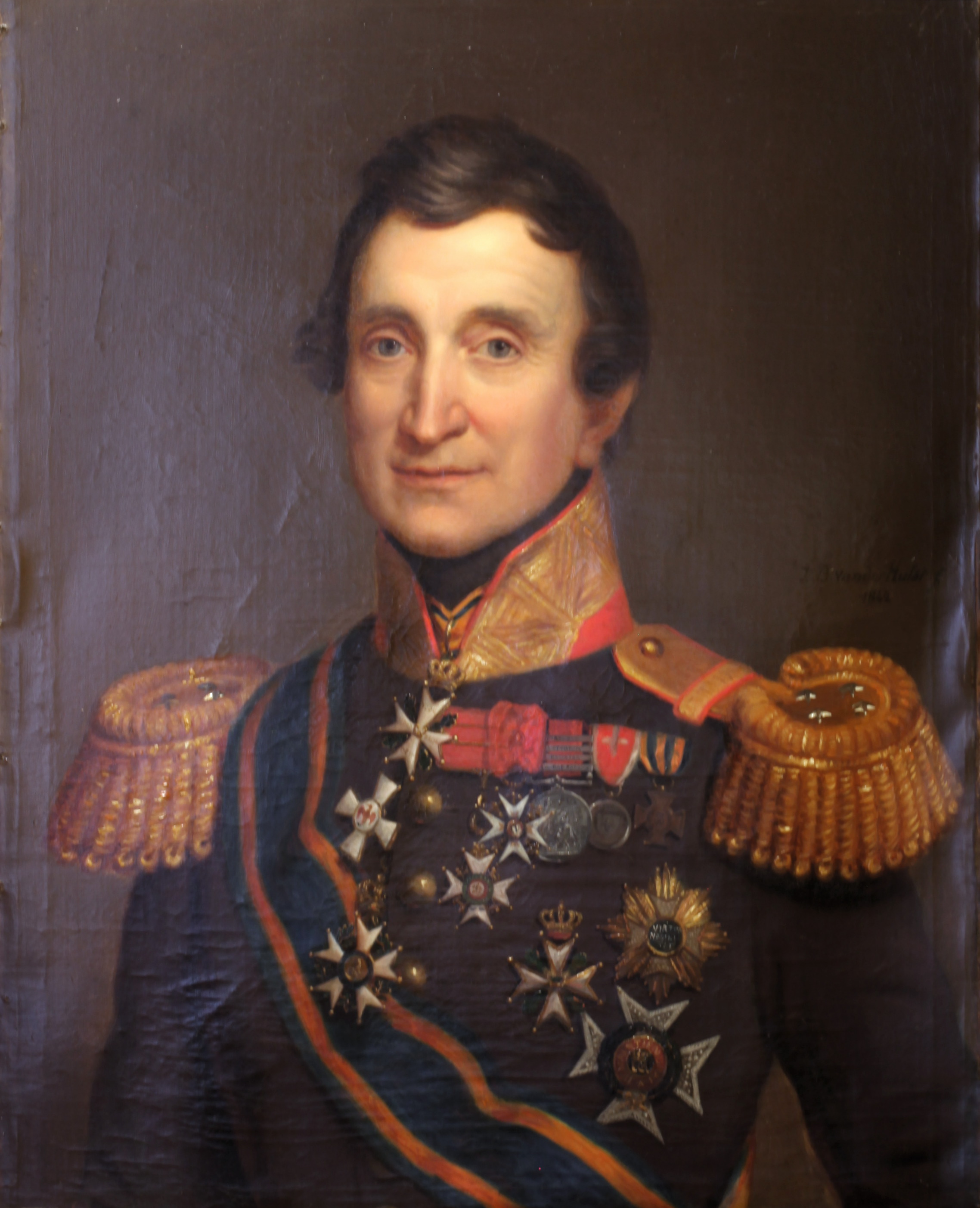
Jean Victor de Constant Rebecque

Jean-Victor Constant de Rebecque (* 22. September 1773 in Genf; † 12. Juni 1850 in Schönfeld, Schlesien) war ein Schweizer Soldat, der in französischen, preussischen, britischen und niederländischen Diensten stand. Später wurde er Gouverneur der flandrischen Provinzen.

## Familie
Er stammte aus der Schweiz und war Sohn des Samuël de Constant d’Hermenche und der Mutter Louise-Catherine (geb. Gallatin). Der Vater war Offizier in niederländischen Diensten. Er selbst heiratete 1789 Isabella Catharina Anna Jacoba, Baroness van Lynden-Hoevelaken  (1768–1836). Seine Söhne waren Théodore Guillaume (1803–1858), Charles Théodore (1805–1870) und Willem Anne (1807–1862). Die Tochter Louise Isabelle (1808–1852) war verheiratet mit Sylvius Wilhelm Graf von Pückler auf Schönfeld. Ein Cousin war Benjamin Constant.

## Leben
Er diente ab 1790 zunächst in der französischen Armee und war 1792 Leutnant in der Schweizer Garde. Nachdem er das Massaker an der Garde im Tuileriensturm überlebt hatte, trat er in niederländische Dienste. Er kämpfte in den Feldzügen von 1793 und 1794 gegen die französischen Invasoren. 
Im Zusammenhang mit der französischen Besetzung des Landes floh er nach England. Nach einigen Angaben diente er danach in preussischen Diensten. Er trat 1805 als Oberstleutnant in britische Militärdienste ein und wurde Wilhelm von Oranien-Nassau, dem späteren niederländischen König, als militärischer Berater und Aide-de-camp zugeteilt. Mit diesem war er zwischen 1811 und 1813 auf dem spanischen Kriegsschauplatz eingesetzt, wo der Prinz Adjutant Wellingtons war. 
Nach der Rückkehr der Nassau-Oranier in die nunmehr Vereinigten Niederlande nach der Niederlage Napoleons 1814 wurde er im Rang eines Generalmajors Stabschef Wilhelms, der zum Oberkommandierenden der neuen niederländischen Armee wurde. Als solcher hatte Constant Rebecque erheblichen Anteil daran, unter schwierigen Bedingungen eine funktionsfähige Armee aufzubauen. Nach jahrzehntelanger Zugehörigkeit zum französischen Machtbereich und dem Dienst zahlreicher Soldaten unter Napoleon war die Loyalität vieler Einheiten unsicher. Hinzu kam das Misstrauen zwischen den katholischen und französischsprachigen Einwohnern und den niederländischen und protestantischen Bürgern des Landes. Ihm gelang es innerhalb einiger Wochen eine 40.000 Mann starke Armee aufzubauen. Die Mehrheit bestand aus Niederländisch sprechenden Soldaten. Die Armee setzte sich allerdings nur etwa zur Hälfte aus regulären Soldaten zusammen. Der Rest waren schlecht ausgebildete Milizionäre. 
Während des Sommerfeldzugs von 1815 befehligte Prinz Wilhelm ein Korps des englisch-niederländischen Heeres unter dem Oberbefehl Wellingtons. Constant diente dem Prinzen weiter als Stabschef. Dies verkleinerte die Gefahr, die von dem sich selbst überschätzenden Prinzen für die Gesamtstrategie ausging. Auch gegen die Versicherungen von Constant Rebecque sah Wellington die niederländischen Einheiten als wenig zuverlässig und kampffähig an. Wenn möglich, mischte er britische, Hannoveraner und niederländische Truppen. 
Im Vorfeld der Schlacht bei Quatre-Bras hatte er am 15. Juni den Befehl bekommen, das 1. Korps unter dem Kommando des Prinzen bei Nivelles zu sammeln. Vor Ort kam er aber zu dem Schluss, dass sich der Ort nicht für die Aufgaben eignete. Er erkannte die strategische Bedeutung von Quatre-Bras für die Franzosen und entsandte trotz des anders lautenden Befehls etwa 4000 Mann dorthin. Bei diesen handelte es sich überwiegend um Soldaten aus den deutschen nassauischen Stammlanden unter Befehl von Karl Bernhard von Sachsen-Weimar. Damit hat er die Pläne Napoleons zumindest erschwert. Die französischen Truppen konnten so lange aufgehalten werden, bis Wellington mit der Hauptmacht in die Kämpfe eingreifen konnte. Er nahm auch an der Schlacht von Waterloo teil und hat erneut mit seinen Befehlen Wellington in einer kritischen Situation geholfen.
Ab 1819 war er Gouverneur der beiden flandrischen Provinzen. Nach der Niederlage der niederländischen Truppen gegen die aufständischen Belgier unterzeichnete er 1830 die Kapitulation von Hasselt und Löwen. Im Jahr 1837 trat er in den Ruhestand. Er wurde 1846 zum Baron erhoben.